# Luật hình sự

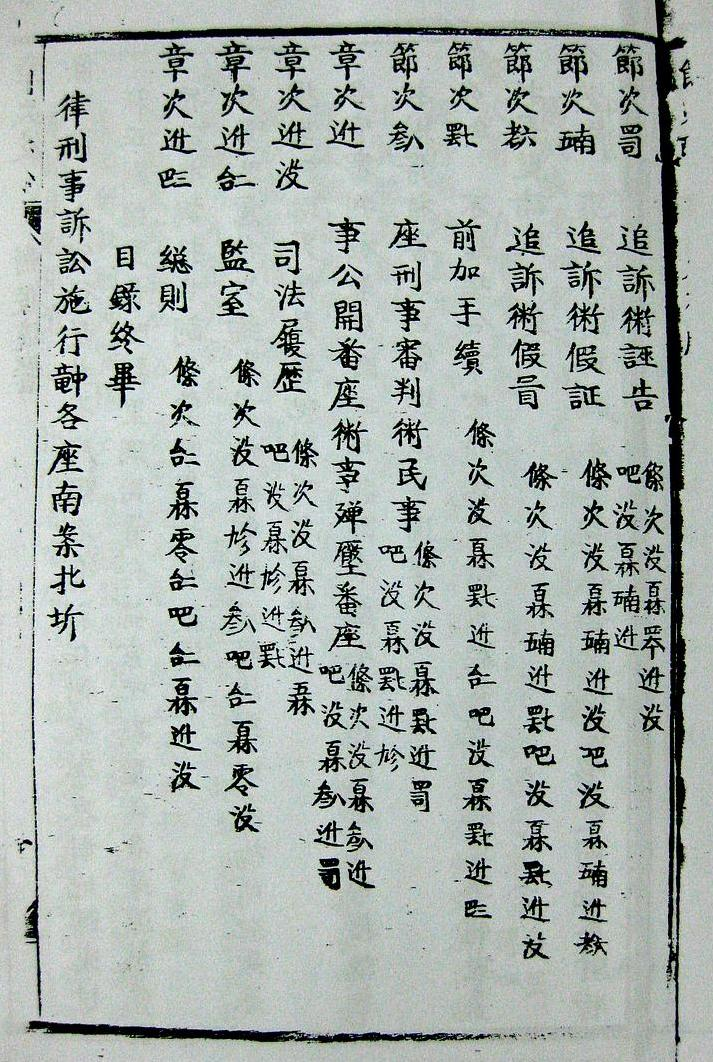
Luật hình sự thời nhà Nguyễn được viết bằng chữ Hán

Khái niệm luật hình sự (Tiếng Anh: criminal law) nói về những luật có chung tính chất là xác định những hành vi (tội) mà xã hội đó không muốn xảy ra, và đề ra những hình phạt riêng biệt và nặng nề hơn bình thường nếu thành viên xã hội đó phạm vào.
Tùy theo loại tội và thẩm quyền, sự trừng phạt (về mặt) hình sự bao gồm tử hình, giam giữ, bị quản thúc hoặc bị phạt vạ. Những tội cổ xưa như sát nhân (giết người), phản quốc.v.v. luật hình sự nơi nào cũng có. Nhưng cũng có nhiều tội ở nước này đưa vào luật hình sự mà nước khác thì không. Ngay cả trong các bộ luật đôi khi cũng không rõ ràng về ranh giới giữa dân sự và hình sự.
Luật hình sự thường được tiến hành khởi tố bởi chính quyền, không giống như luật dân sự thường được tiến hành khởi tố bởi người dân hay các pháp nhân khác.

## Lịch sử Luật Hình sự (Hình Luật) ở Phương Tây
Những nền văn minh xa xưa nói chung không phân biệt dân sự hay hình sự. Di chỉ khảo cổ tìm thấy những bộ luật đầu tiên của người Sumerians (khu vực Iran và Iraq ngày nay) soạn thảo. Khoảng thế kỷ 21 trước công nguyên (2000 năm trước CN), một người Sumerian (Ur) là vua Ur-Nammu đã ban hành bộ luật cổ nhất được phát hiện cho đến hôm nay - gọi là luật Ur-Nammu - dù rằng có nhiều tài liệu cho biết còn có một bộ luật cổ xưa hơn gọi là Urukagina xứ Lagash đã ra đời trước đó. Trong số các bộ luật cổ còn có Luật Hammurabi của người Babylon. Những bộ luật này không có phân biệt khái niệm dân sự và hình sự.
Những bộ luật sau đó như Thập Nhị Bảng (Twelve Tables) của đế chế La Mã đã có chuyển biến trong việc phân biệt tuy chưa rõ ràng. Ví dụ, tội ăn trộm là một sự sai trái dân sự. Đánh người và cướp có bạo lực được xem như là xâm phạm tài sản. Phạm các luật này thì phải bị phạt vạ (phạt tiền).
Những tín hiệu của sự phân biệt về án hình sự và án dân sự được nổi lên trong cuộc xâm chiếm Vương Quốc Anh năm 1066 của bộ tộc Norman (bộ tộc ở vùng Normandy, Pháp ngày nay). Về sau, khi phong trào Hậu Trí thức Tây Ban Nha (xem Alfonso de Castro) lan sang Âu Châu, khái niệm thần học về Sự Trừng Phạt Của Thượng đế lên những tâm hồn tội lỗi (luật ở thượng giới) được mang đưa vào giới luật (canon law) trước. Sau đó, khái niệm này được vay mượn đưa vào nhân luật (secular law) thành ra luật hình sự để trừng trị các hành vi phạm tội của con người.
Tuy vậy, phải đến thế kỷ 18, khái niệm về hình luật - trong đó bộ phận tòa án đóng vai trò bảo vệ công lý - được phát triển rõ rệt khi các quốc gia ở Âu châu thành lập lực lượng cảnh sát. Từ đó, luật hình sự (hình luật) đã nhanh chóng hình thành. Luật hình sự đã giúp hoàn thiện các cơ chế thực thi luật pháp của lực lượng cảnh sát và giúp lực lượng này trở thành một bộ phận thiết yếu của nhà nước phương Tây.

## Hình phạt trong Luật Hình sự
Luật hình sự mang đặc tính riêng của nó, đó là (1) Nêu ra cụ thể những hậu quả có thể xảy ra cho những ai không chấp hành nghiêm chỉnh và (2) nêu ra các yếu tố cấu thành tội. Những hậu quả có thể bao gồm tử hình, khổ sai (đánh đòn, hành hạ), cải tạo giam giữ hoặc không giam giữ (án treo cho tại ngoại) tùy theo các cấp thẩm quyền khác nhau. Thời gian cải tạo có thể từ vài ngày cho đến chung thân. Khi ra ngoài, tội nhân có thể còn chịu thêm thời gian quản thúc tại gia, hay phải báo cáo định kỳ với nhân viên tòa án tùy vào bản án. Phạm nhân có thể thương lượng với chính quyền về mức độ phạm tội, tội danh, án phạt... để đổi lại sự hợp tác, chỉ chứng hay cung cấp thông tin cho cơ quan tố tụng. Phạt và đền tiền cũng là một hình phạt phổ biến.
Tuy ở nhiều mức độ khác nhau, nhưng năm mục đích sau đây được chấp nhận rộng rãi trong hầu hết các bộ luật hình sự về mặt trừng trị tội phạm: báo oán (trả oán), răn đe, vô hiệu hóa, giúp cải tà quy chánh và đền bù thiệt hại.
- Báo oán (trả oán) - Phạm nhân phải chịu đau khổ dằn vặt trừng phạt do tội mình làm ra. Đây là một mục đích thường thấy nhất. Vì phạm nhân đã lạm dụng sai trái, hay gây ra tổn thất không đáng có cho những bên thiệt hại (làm lệch cán cân công bình xã hội) do đó luật hình sự phải đưa phạm nhân vào những tình huống khổ sai để làm quân bình cán cân công lý. Lý giải này dựa trên nguyên tắc: mọi công dân tuân theo luật pháp để mong được sự bảo vệ không bị giết hại, vì vậy nếu người nào bị kết tội giết người thì sẽ bị tước quyền được luật pháp che chở. Một người đi giết người thì có thể bị (nhà nước) xử tử. Giống như một cán cân bị lệch vì nhân mạng phải được đền bù bằng nhân mạng.
- Răn đe - Có hai loại: răn đe cá nhân nhằm vào các phạm nhân với mục đích đưa ra mức phạt đủ nặng khiến những người này không dám phạm tội từ đây về sau. Còn răn đe xã hội nhằm vào toàn thể các công dân không trừ một ai với mục đích trừng phạt những ai đã phạm tội lẫn răn đe những ai có khả năng phạm tội.
- Vô hiệu hóa - được thiết kế với mục đích đơn giản là đưa người phạm tội ra khỏi xã hội để bảo vệ xã hội khỏi bị ảnh hưởng bởi những tội phạm do phạm nhân gây ra, thể hiện bằng án tù. Đây là lý do chính quyền cho xây các nhà tù, các trại tập trung cải tạo giam giữ. Các án tử hình và các lệnh cấm (quản chế) cũng nhằm mục đích này.
- Giúp cải tà quy chính - nhằm mục đích cải hóa phạm nhân trở lại thành một thành viên hữu ích trong xã hội. Phạm nhân phải trải qua một chương trình học tập, cải huấn (có hay không kèm giam giữ) ở nhiều mặt khác nhau để giúp phạm nhân nhận thức được sự sai trái những việc mình đã làm.
- Đền bù thiệt hại  - đây là một lý thuyết về trừng phạt hướng về nạn nhân. Mục tiêu là nhà nước đứng ra quyết định loại hình và mức độ đền bù cho những đau khổ thiệt hại lên mình nạn nhân. Ví dụ, phạm nhân trộm công quỹ thường bị phạt phải trả lại tiền đã biển thủ. Đền bù thiệt hại thường được kết hợp với các mục đích khác của luật hình sự và bắt nguồn từ các khái niệm tương tự trong luật dân sự.

## Những khía cạnh và yếu tố cấu thành tội Hình sự
Theo nhiều bộ luật hình sự ở các nước, chính quyền (nhà nước) thực thi luật hình sự bằng cách đề ra những đe dọa hình sự. Hình thức và mức độ đe dọa khác nhau tùy theo văn hóa, lịch sử tư pháp và tôn giáo của mỗi nước.
Các bộ luật hình sự trên thế giới thể hiện hàng trăm quan điểm, lý luận khác nhau. Trong khuôn khổ giới hạn này rất khó thống kê hoàn chỉnh và đầy đủ mà không bị thiếu sót. Tuy vậy, những yếu tố và khía cạnh sau đây xuất hiện phổ biến trong các luật hình sự: hành vi cấm, sự cố ý, đối tượng bị thiệt hại, yếu tố đồng lõa, các yếu tố bào chữa, và mối liên hệ giữa các yếu tố nói trên.

### Hành vi cấm
Luật hình sự thường cấm những hành vi cụ thể. Do đó, chứng cứ phạm tội phải hợp lý minh chứng hành động do chính can phạm gây ra. Hành động cụ thể này gọi là hành vi phạm tội (guilty act - Latin: actus reus)
Hành vi phạm tội (hành vi cấm) có thể cấu thành bởi một hành động hay một hành động đe dọa, hay trong một số trường hợp hạn hữu, sự bất hành động (tức không làm một việc do mình chuyên trách) cũng là hành vi cấm. Ví dụ: cha mẹ bỏ đói trẻ sơ sinh, cũng là một hành vi cấm.
Nếu hành vi phạm tội là một sự bất hành động như nêu trên, thì cần phải đi kèm một trách nhiệm (duty). Trách nhiệm này có thể là do hợp đồng, do tự nguyện dấn thân, quan hệ huyết mạch và đôi khi là do chức vụ được giao. Trách nhiệm còn có thể hình thành nếu anh tự tạo ra một điều kiện nguy hiểm. Đôi khi, ở Mỹ hay Âu châu còn ràng buộc người qua đường phải giúp - trong một số trường hợp rất cụ thể - những người trong những tình huống bất khả kháng (ví dụ: giúp kêu xe cứu thương hay giúp trẻ em đang chết chìm ở sông cạn).
Một hành vi phạm tội có thể được bào chữa (hay được hủy bỏ) nếu cơ quan công tố không thể chứng minh liên hệ nhân quả của hành vi phạm tội của phạm nhân này đối với thiệt hại gây ra (causation). Nói cách khác, luật sư biện hộ có thể chỉ ra các yếu tố chứng minh hành vi của người này không phải là nguyên nhân duy nhất và trực tiếp nhất gây ra thiệt hại. Xem thêm phần yếu tố bào chữa ở dưới.

### Sự cố ý
Vì hình phạt nghiêm khắc của luật hình sự, các thẩm phán công minh đều đòi hỏi bên công tố phải chứng minh một ý thức cố ý phạm tội (guilty mind, Latin: mens rea). Ý thức phạm tội này được giải thích là sự cố ý trong khi làm một hành vi sai trái. Chú ý rằng trong luật hình sự, ý thức phạm tội hoàn toàn được tách ra khỏi ý đồ, động lực (motive) của nghi can. Nếu A cướp tài sản của B chia cho dân nghèo (cướp phú tế bần), thì hành động lấy đồ của B trong lúc A không phải là chủ sở hữu chứng tỏ A đã có ý thức cố ý muốn cướp tài sản của B. Ý đồ động lực giúp người nghèo tuy là ý tốt, nhưng không thể thay đổi sự cố ý phạm tội của A trong việc đánh cướp tài sản.
Sự cố ý phạm tội dễ dàng bị bên công tố chứng minh hơn nếu nghi can biết hành vi của mình sẽ gây nguy hiểm nhưng vẫn cứ tiến hành. Ví dụ: nghi can A xả chất thải độc hại xuống dòng sông và biết rằng các chất này có thể gây nhiễm độc nguồn nước cho dân cư 2 bên bờ sông, nhưng A vẫn cứ làm. Bị truy tố, A có thể bào chữa là mình không hề muốn đầu độc dòng sông (tức là không cố ý phạm tội), nhưng khi bên công tố dễ dàng chứng minh rằng, với cương vị của mình, A thừa biết các chất xả thải kia gây độc hại, là đã đủ cơ sở chứng minh A có yếu tố "cố ý phạm tội".
Khi xem xét yếu tố cố ý phạm tội, tòa án Phương Tây phải xét thêm khía cạnh nghi can khi hành động có thực sự "muốn" gây ra hậu quả cụ thể hay không. Ví dụ: trong tội giết người, sự "muốn" hay "không muốn" nạn nhân tử vong có thể chuyển từ tội cố sát (tử hình) sang tội ngộ sát (ở tù). Đây là một lãnh vực hết sức khó khăn để chứng minh lẫn bào chữa.
Mặt khác yếu tố cố ý phạm tội có thể bị "chuyển sang" nạn nhân thứ ba, dù rằng nghi can không hề cố ý gây hại cho người thứ ba (transfer malice). Ví dụ: A dùng súng bắn B đang đứng trong đám đông, nhưng không trúng B. Viên đạn lạc sang phía C và giết chết C. A có thể nói rằng mình không hề biết C và không có ý đồ giết C. Nhưng vì A chĩa súng vào đám đông có C nên ý đồ giết người của A đã được "chuyển sang" C, vì bất cứ ai trong đám đông ấy cũng có khả năng bị trúng đạn. A có thể bị truy tố tội cố ý giết C. 

### Đối tượng của xâm phạm
Công dân hy sinh một phần quyền lợi của mình để tuân thủ luật pháp nhà nước nhằm mục đích được pháp luật bảo hộ không bị các hành vi phạm tội xâm phạm:
- Nhân Mạng - sát nhân (homocide) là một tội danh cổ xưa khi nghi can giết người phi pháp. Đây là một hành vi được các bộ luật hình sự rất chú trọng và thường được chia ra làm nhiều mức độ khác nhau với mức án khác nhau dựa trên việc có hay không có yếu tố "cố ý phạm tội". Nếu có thì tội và hình phạt trở đặc biệt nghiêm trọng (murder) và nếu không có thì có thể chỉ phạm vào tội ngộ sát. Trong trường hợp thiếu hẳn yếu tố "cố ý phạm tội", phía công tố có thể chuyển qua truy tố tội ngộ sát (manslaughter) hay là bất cẩn gây chết người (involuntary manslaugher) là những tội với hình phạt nhẹ hơn.
- Thân Thể - hầu hết các luật hình sự bảo vệ sự bất khả xâm phạm của cơ thể công dân nói chung. Hành vi "đánh người" (battery) là tội do bởi sự đụng chạm phi pháp và không được phép. Tội này không bao gồm các hành động đánh nhau khi thi đấu trên võ đài khi 2 người im lặng đồng ý khi đánh nhau trước đám đông. Mặc dù không đánh, nhưng nghi phạm vẫn có thể bị truy tố tội "tấn công" người khác (assault) nếu hành động của nghi phạm khiến nạn nhân có cảm giác "sợ bị đánh ngay lập tức" (fear of imminent battery). Quan hệ tình dục không đồng thuận hay quan hệ tình dục với trẻ em vị thành niên thường bị truy tố tội hiếp dâm (rape) - trong đó luật rất cụ thể chi li về các hành vi thể hiện sự hiếp dâm. Hiếp dâm là một dạng của tội đánh người.
- Tài Sản & Nơi Cư Trú - ở các nước Phương Tây, tài sản và nơi cư trú được bảo vệ bởi luật hình sự. Hành vi xuất hiện hay bước vào khu vực, đất, tư gia hay văn phòng không có phép của chủ nhân có thể bị truy tố tội xâm nhập trái phép (trespassing). Hành vi trộm cắp (theft), biển thủ công quỹ (embezzlement), lường gạt (conversion) đều liên quan đến sự cố ý chuyển nhượng, sử dụng trái phép tài sản thuộc chủ quyền của người khác. Nếu các hành vi trên có kèm sử dụng vũ lực thì lập tức chuyển thành tội danh ăn cướp (robbery). Với công chức Tây Phương còn có thêm hành vi gian dối, lợi dụng chức quyền lừa gạt (fraud) cũng bị truy tố hình sự.
- Đạo Đức - luật hình sự kế thừa vai trò lịch sử của các tổ chức tôn giáo trong việc điều chỉnh các hành vi con người theo giáo luật đã có từ ngàn xưa, khi nhà nước chưa tồn tại. Những hành vi tội phạm bị đa số các tôn giáo cấm như ngoại tình (adultery), đa phu hay đa thê (polygamy), loạn luân (incest), dụ dỗ tình dục (seduction), quan hệ tình dục trái tự nhiên (sodomy), bán dâm (prostitution), các hành vi tục tĩu (obscenity and indecency)... ngày nay được hầu hết các bộ luật hình sự ghi nhận.
- Trật Tự Công Cộng - luật hình sự đóng vai trò đảm bảo quyền công dân được sống trong một xã hội có trật tự và ổn định chung. Luật sẽ phạt những hành vi cố ý xâm phạm một cách không chính đáng và không hợp lệ các quyền lợi này. Những tội như đánh nhau ở nơi công cộng (public fighting), hù dọa (affray), bạo loạn (riot), phá hoại hội họp công cộng (disturbance of public assembly), bê bối nơi ở (disorderly house),  xâm nhập và bắt người trái phép (forcible entry and detainer), lăng mạ xúc phạm nhân phẩm (libel/defamation), giấu vũ khí trái phép (illegal concealed weapon)... nhằm bảo vệ trị an cuộc sống.
- Quốc gia và Cơ quan Nhà nước - những hoạt động chính đáng của các cơ quan nhà nước nhằm phục vụ công dân và xã hội cần các cơ chế đảm bảo ổn định và trong sạch. Ví dụ các hệ thống tòa án phải có cơ chế đảm bảo tính công minh và độc lập, các cơ quan nhà nước dính líu đến việc quản lý phân phối tài sản có giá trị cần phải được minh bạch và tránh nạn tham nhũng từ bên ngoài lẫn từ bên trong. Xuất phát từ quá trình đấu tranh xây dựng bảo vệ tổ quốc, các bộ luật hình sự ngoài việc duy trì các hình phạt cổ xưa còn thiết lập thêm một số tội phạm hiện đại nhằm đảm bảo các hoạt động của các cơ quan nhà nước. Điển hình như các tội phạm phản quốc (treason), che giấu phản tặc (misprision of treason), lật đổ chính phủ (overthrow of government), gián điệp (espionage), thề dối (perjury), hối lộ (bribery), lạm dụng quyền hạn chức vụ (official misconduct), ảnh hưởng công chánh tư pháp (embracery), làm tiền giả (counterfeit), cưỡng lệnh (tòa) (contempt), phá hoại quá trình tư pháp (obstruction of justice), che giấu tội phạm (misprision of felony), cướp biển (piracy),... Tuy nhiên, cần đảm bảo quyền lợi của công dân không bị các quyền lợi nhà nước xâm phạm lẫn nhau.

### Đồng lõa[1]
Một số luật hình sự trừng phạt sự liên kết phạm tội, dính líu đến hành vi phạm tội, hoặc ngay cả khi hành vi đó dính líu đến các tội phạm nhưng không thành công. Một số tội danh thông thường là: đồng phạm, giúp đỡ và che giấu tội phạm, xúi giục người khác phạm tội và cố ý phạm tội nhưng không thành công.

### Các yếu tố bào chữa và tình tiết giảm nhẹ
Trong các vụ án hình sự, Thẩm phán, công tố và luật sư biện hộ thường không có mặt lúc án xảy ra, cho nên việc xử đúng người đúng tội phải dựa vào lời khai các nhân chứng và nghi can, giá trị tang vật, lập luận của bên công tố và của luật sư biện hộ trên nguyên tắc "qua tranh luận thì sự thật sẽ sáng tỏ."
Do tính chất nặng nề của hình phạt tội bị hình sự hóa và nhằm giảm thiểu oan sai, luật hình sự thường quy định rất nhiều yếu tố bào chữa và tình tiết giảm nhẹ, nhằm giúp cho vụ án được xét xử công minh. Các yếu tố bào chữa này giúp bên công tố truy tố đúng người đúng tội; giúp bên luật sư biện hộ chỉ ra sự bất cập của bên công tố; và giúp thẩm phán có căn cứ phán xét tính hợp lệ của cáo trạng cùng các nghi vấn và lập luận của bên công tố. Nơi đây chỉ giới thiệu một vài khía cạnh tiêu biểu.
- Đối với hành vi phạm tội - Hành vi phạm tội có thể được bào chữa (hay được hủy bỏ) nếu thiếu vắng mối liên hệ nhân quả của hành vi phạm tội đối với thiệt hại gây ra (causation). Chứng minh mối liên hệ này luôn là trách nhiệm của cơ quan công tố. Hành vi phạm tội phải là (1) nguyên nhân duy nhất (hoặc là đủ lớn) và (2) gần gũi trực tiếp nhất của sự thiệt hại. Thiếu vắng một trong 2 yếu tố này thì mối liên hệ nhân quả không thể xác định, và vì thế hành vi phạm tội phải bị hủy bỏ và hậu quả là tội danh không thành lập. Mối liên hệ nhân quả này có nhiều yếu tố cấu thành tùy theo loại hành vi tội phạm, và thường rất là phức tạp, nhất là khi có những tình tiết đan xen vào quá trình gây án - thì rất có thể một trong những tình tiết ấy đã khiến mối liên hệ nhân quả bị gãy đổ. Ví dụ: người A đánh người B xỉu nằm trên lề đường và A bỏ đi. Sau đó, người C điều khiển xe hơi do say rượu lạc tay lái leo lên lề cán B gây tử vong. Sự xuất hiện của C trực tiếp cán qua B gây ra cái chết cho B là một tình tiết đan xen có thể giúp A thoát tội cố ý giết người. Ngoài ra còn rất nhiều các loại tình tiết khác khiến cho việc xác định hành vi phạm tội gặp nhiều khó khăn, mở ra cơ hội cho các luật sư biện hộ.
- Hành vi giết người - nếu chứng minh đầy đủ các yếu tố quy định cho thấy nghi can bị điên loạn thần kinh trong lúc giết người thì điên loạn thần kinh (insanity) có thể là một yếu tố bào chữa hữu hiệu. Tuy nhiên, các quan tòa Phương Tây có hẳn một quy chế cụ thể để "giám định tâm thần" của nghi can và đôi khi kết quả giám định của tòa rất bất ngờ so với khái niệm "bị bệnh tâm thần" của y khoa.
- Các yếu tố bào chữa khác - có rất nhiều yếu tố bào chữa liên quan đến toàn bộ giai đoạn của quy trình điều tra tố tụng. Mỗi một giai đoạn, cơ quan điều tra tố tụng đều có thể mắc sơ hở thiếu sót và có thể bỏ sót tội hay gây ra oan sai. Các yếu tố bào chữa tập trung vào các định nghĩa hành vi phạm tội của bộ luật hình sự để xem cơ quan công tố có chứng minh điều kiện cần và đủ của các yếu tố cấu thành tội hay không. Nhân chứng mục kích, nhân chứng chuyên gia và tang chứng cũng được 2 bên xem xét cụ thể trong việc tranh luận trước tòa liên quan đến các yếu tố cấu thành tội. Hiện trường cũng là một khía cạnh quan trọng của vụ án. Phía công tố phải cung cấp toàn bộ tài liệu điều tra liên quan cho bên luật sư biện hộ xem xét nghiên cứu và từ đó bên luật sư biện hộ có thể mời chuyên gia để xem xét và làm chứng trước tòa. Ngoài ra, lời khai của chính nghi can cũng sẽ được sử dụng làm chứng trước tòa. Do đó, nghi can có quyền yêu cầu luật sư tham gia, và hiến pháp bảo hộ quyền được tư vấn luật sư trong quá trình điều tra.
- Mối liên hệ phải có - Trong một số tội phạm đòi hỏi phải hội đủ cả hai yếu tố hành vi phạm tội và cố ý phạm tội, các thẩm phán công minh bao giờ cũng phải yêu cầu bên công tố chứng tỏ 2 yếu tố này xảy ra cùng một thời điểm phạm tội. Các thẩm phán công minh luôn bác bỏ những suy diễn "nhân quả" tùy tiện của bên công tố nếu 2 yếu tố này không xảy ra cùng một thời điểm phạm tội.

## Quy trình thủ tục tố tụng Hình sự
Đây là những quy định cụ thể, xuyên suốt quá trình truy tố cáo buộc và xét xử cá nhân vi phạm luật hình sự. Có 2 trường phái.
Ở nhiều quốc gia theo hệ thống thẩm tra (inquisitional system) thường hiểu là hệ thống của Pháp, sự xem xét đánh giá quy trình tố tụng, xét xử do quan kiểm sát (hay một thẩm phán độc lập) đóng vai trò tích cực trong việc giám sát cơ quan điều tra, xem xét cáo trạng, các chứng cứ trước tòa và viết báo cáo nhận định quy trình điều tra, và tố tụng. Quan chức này thẩm tra nhân chứng, nghi can, ra lệnh khám xét, tạm giam và quyết định tính hợp lệ của các chứng cứ. Nếu báo cáo của quan kiểm sát thấy có cơ sở khởi tố thì vụ án sẽ được chuyển qua cho bên tòa án để xử. Nếu không vụ án sẽ bị đình chỉ điều tra mà không bị đưa ra xét xử. Trong lúc xét xử, tòa sẽ sử dụng phương thức của "hệ thống tranh cãi" giữa 2 bên công tố và luật sư biện hộ.
Với các quốc gia không theo hệ thống thẩm tra, quan tòa xử án, cơ quan điều tra và cơ quan công tố tiến hành những chức năng riêng biệt khác nhau. Theo hệ thống tranh cãi (adversarial system) này, sau khi cơ quan điều tra hoàn tất và đưa ra cáo trạng, quan tòa chủ tọa phiên xử chỉ đóng vai trò "trọng tài không thiên vị" để mặc cho 2 bên công tố và luật sư biện hộ "đấu đá nhau" nhằm phơi bày sự thật. Quan tòa sẽ quyết định chấp thuận hay bác các lập luận của mỗi bên dựa trên các thủ tục tranh luận định sẵn.
Lịch sử luật quy trình tố tụng
Thời trung cổ, các quan chỉ xét xử các tội phạm bị bắt tại trận hoặc các tội phạm bị tố cáo bởi nạn nhân hoặc nhân chứng. Nếu không bị bắt tại trận hoặc không bị ai tố cáo, phạm nhân sẽ mãi mãi ở ngoài vòng pháp luật. Hệ thống thời trung cổ này có nhiều điểm yếu vì phải lệ thuộc vào đơn tố cáo và hơn nữa, hình phạt cho việc làm chứng dối và vu cáo rất nặng nề khiến người ta hoặc không dám tố cáo, hoặc chỉ dùng đơn nặc danh. Tuy nhiên đơn nặc danh không có giá trị pháp lý.
Khoảng thế kỷ 13, lúc khái niệm quốc gia và nhà nước còn chưa hình thành và giáo hội còn quyền lực rất mạnh, Giáo hoàng Innocent Đệ Tam ban các sắc lệnh cải tổ hệ thống xét xử của giáo hội theo đó hệ thống thẩm tra lần đầu tiên được thiết lập. Theo đó cơ quan điều tra của giáo hội (tòa Đức Thánh Thần - ecclesiastical court) có thể thẩm vấn các nhân chứng và mở các cuộc điều tra không cần đơn tố cáo. Nếu kết quả điều tra cho thấy có cơ sở kết tội, thì cơ quan điều tra sẽ khởi tố.
Suốt nhiều thế kỷ sau đó, các quốc gia từ chỗ hoàn thiện hệ thống pháp luật của mình qua việc ban hành các đạo luật đến việc ban hành các luật về quy trình tố tụng dân sự và hình sự đã tạo một điểm son nổi bật cho ngành tư pháp Châu Âu.